# Kelly Groucutt
Kelly Groucutt, de son vrai nom Michael William Groucutt, est un musicien britannique né le 8 septembre 1945 à Coseley et mort le 19 février 2009 à Worcester. Chanteur, guitariste et bassiste, il est principalement connu en tant que membre du groupe Electric Light Orchestra de 1974 à 1983.

## Biographie
Michael William Groucutt est né le 8 septembre 1945 à Coseley, dans le Staffordshire. Il passe son enfance dans le Black Country de Birmingham, commence à chanter à l'âge de 15 ans, à apprendre la guitare à 17 ans, puis la basse à 22 ans. Il fait ses armes dans plusieurs petits groupes régionaux : Greenwich Village, Marble Arch, Sight and Sound et Barefoot.
Le groupe Electric Light Orchestra fait appel à Groucutt pour remplacer le bassiste Mike de Albuquerque à la fin de l'année 1974. C'est à ce moment-là qu'il adopte le prénom « Kelly », un surnom qui lui avait été donné par ses camarades d'école, pour éviter la confusion avec les autres Mike et Michael du groupe. Dans les années qui suivent, il figure de manière prépondérante sur les albums d'ELO comme deuxième chanteur aux côtés du leader Jeff Lynne.
Son rôle diminue progressivement au début des années 1980 : il est relégué aux chœurs, et Jeff Lynne se charge de plus en plus lui-même des parties de basse. Alors que Lynne envisage de dissoudre le groupe, une violente querelle juridique oppose les deux hommes en 1983 : Groucutt, qui reçoit un salaire annuel pour son travail au sein d'Electric Light Orchestra, estime mériter un quart des royalties du groupe pour sa participation à l'écriture de plusieurs chansons. Il obtient finalement 300 000 £. Le dernier album d'ELO où il apparaît est Secret Messages.
Groucutt publie un album solo en mars 1982 chez RCA Records. Simplement intitulé Kelly, ce disque est enregistré en mai-juin 1981 avec la participation de plusieurs membres d'Electric Light Orchestra (Bev Bevan, Richard Tandy, Louis Clark et Mik Kaminski). Quelques années plus tard, il retrouve Mik Kaminski pour former le groupe « Player », qui devient plus tard « Orkestra » et joue des reprises d'ELO en concert. Il participe à d'autres projets liés à ELO, comme Electric Light Orchestra Part II à partir de 1994 et The Orchestra dans les années 2000, tout en se produisant seul dans des bars et pubs des Midlands quand il en a le temps.
Kelly Groucutt est mort d'une crise cardiaque le 19 février 2009 au Worcestershire Royal Hospital de Worcester. Une blue plaque a été dévoilée sur sa maison d'enfance en 2015.

## Discographie

### Avec Electric Light Orchestra
- 1975 : Face the Music
- 1976 : A New World Record
- 1977 : Out of the Blue
- 1979 : Discovery
- 1980 : Xanadu
- 1981 : Time
- 1983 : Secret Messages

### En solo
- 1982 : Kelly

### Avec d'autres groupes
- Orkestra :
  - 1991 : Beyond the Dream
  - 1993 : Roll Over Beethoven

- Electric Light Orchestra Part II :
  - 1992 : Performing ELO's Greatest Hits Live
  - 1994 : Moment of Truth
  - 1996 : One Night - Live in Australia

- The Orchestra :
  - 2001 : No Rewind
  - 2008 : Live